# Vinderen står alene
|  | Denne artikel er oprettet af botten PalnaBot ud fra en ekstern database. Den kan derfor have sproglige fejl eller mangler. Denne skabelon kan fjernes efter kontrol af indholdet. |

Vinderen står alene er en kortfilm instrueret af Oliver Tonning efter manuskript af Oliver Tonning.